# Clariden
Clariden lub Claridenstock – szczyt w Alp Glarneńskich, części Alp Zachodnich. Leży w Szwajcarii, na granicy kantonów Glarus i Uri. Należy do podgrupy Alpy Urano-Glarneńskie. Szczyt można zdobyć ze schroniska Claridenhütte (2457 m) lub Planurahütte (2947 m).
Pierwszego wejścia dokonali Rambert, Streiff i Stüssi 13 sierpnia 1863 r.